# Fratel
Fratel is een plaats (freguesia) in de Portugese gemeente Vila Velha de Ródão en telt 760 inwoners (2001).